# William Everhart

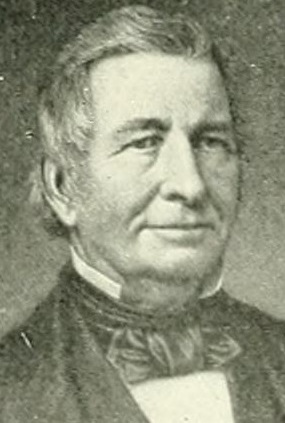
William Everhart

William Everhart (* 17. Mai 1785 im Chester County, Pennsylvania; † 30. Oktober 1868 in West Chester, Pennsylvania) war ein US-amerikanischer Politiker. Zwischen 1853 und 1855 vertrat er den Bundesstaat Pennsylvania im US-Repräsentantenhaus.

## Werdegang
William Everhart besuchte die öffentlichen Schulen seiner Heimat und wurde danach Bauingenieur. Während des Britisch-Amerikanischen Krieges war er Hauptmann in den amerikanischen Streitkräften. Im Jahr 1822 war er der einzige Überlebende eines Schiffsuntergangs an der irischen Küste. Nach seiner Rückkehr beteiligte er sich an der Stadtplanung bzw. der Erweiterung von West Chester. Politisch wurde er Mitglied der Whig Party.
Bei den Kongresswahlen des Jahres 1852 wurde Everhart im sechsten Wahlbezirk von Pennsylvania in das US-Repräsentantenhaus in Washington, D.C. gewählt, wo er am 4. März 1853 die Nachfolge des Demokraten Thomas Ross antrat. Da er im Jahr 1854 auf eine weitere Kandidatur verzichtete, konnte er bis zum 3. März 1855 nur eine Legislaturperiode im Kongress absolvieren. Diese war von den Ereignissen im Vorfeld des Bürgerkrieges geprägt.
Nach dem Ende seiner Zeit im US-Repräsentantenhaus arbeitete Everhart vornehmlich im Handel. Er starb am 30. Oktober 1868 in West Chester. Sein Sohn James (1821–1888) wurde ebenfalls Kongressabgeordneter für Pennsylvania; dessen älterer Bruder Benjamin (1818–1904) machte sich als Pilzkundler einen Namen.